# 誤判 (電影)
《誤判》（英語：The Prosecutor）是一部2024年香港犯罪動作劇情片，由甄子丹執導、監製並主演，其他主演包括張智霖、許冠文、吳鎮宇和張天賦。本片由最高人民检察院影视中心发起制作，故事改編自2016年香港一樁由快遞包裹引發的誤判冤案：「馬家健案」。甄子丹在片中飾演檢察官霍子豪，為了一樁無辜青年的誤判冤案展開調查，並將真凶繩之以法。
電影2023年9月底左右展開主要拍攝；黃文諾擔任攝影指導，李嘉榮負責剪輯，而配樂由崔哲浩譜寫。《誤判》2024年12月21日在香港上映。
《誤判》在各地上映票房成绩都不俗，在香港成为2024年港片年度票房前第5。在马来西亚票房成绩也亮眼，票房冲过1000万马币，是2024年年度华语电影票房前3。此片也是2024年在新加坡票房最高的华语電影。

## 劇情
2017年7月27日在錦田一個廢墟，霍子豪（甄子丹飾）引領參與的衝鋒隊與持槍械的十多個悍匪交戰。他利用警員裝備及拳打腳踢搗破窩點，但其下屬梁美儀（蔡思貝飾）遺下委任證地追捕張文炳（張建聲飾），這二人更在扭打中梁美儀被從高處推下，幸得霍子豪及時減緩衝擊。張文炳因此成為被告，卻因論據不足脫罪。
霍子豪嫌棄公義未有呈現，故辭職並與督察李景威（張天賦飾）等同事道別。七年間他修讀學位，然後到律政司成為檢察官。受包鼎（鄭則仕飾）指導，霍子豪負責的案件是關於一公斤可卡因郵寄到第一被告馬家杰（馮皓揚飾）在家簽收。馬家杰被捕初期表示自己為報酬向第二被告陳國榮（林家熙飾）借出地址，但他受大律師李思敏（陳欣妍飾）和法律行政員歐柏文（張智霖飾）慫恿下認罪並指出陳國榮無辜，換取減刑。霍子豪向上司楊鐵立（吳鎮宇飾）提出疑點但被反駁。
在私家車上，霍子豪向李景威了解馬家杰身世，得知他的監護人為其爺爺馬伯（劉江飾）。駛到西環，李景威發現毒販，故下車追捕。這個毒販喚來數人襲擊李景威，但後來霍子豪以及警方加入就制服到這些毒販。
馬家杰進行改變答辯申請，代表律師鄭浩賢（朱栢康飾）指出他受到前律師誤導認罪。到審訊日，霍子豪屢次問出對馬家杰有利的問題，因而受到許法官（許冠文飾）質疑。馬家杰被認為浪費法庭資源而被判處監禁27年，陳國榮則被無罪釋放。霍子豪目睹聽審的馬伯痛哭。
在律政司的聚會，霍子豪、包鼎、楊鐵立、許法官、張司長（汪明荃飾）談話並品嚐值幾萬港幣的酒，但霍子豪沒喝。
在停車場，霍子豪向馬伯送禮和介紹上訴，但挨罵。突然金亢（喻亢飾）出現企圖輾過馬伯，霍子豪挽救下馬伯未被撞擊，而出了車禍的金亢則逃逸。
馬伯到警局上訴後，允許霍子豪到他簡陋的家聊天並喝紅茶。霍子豪從而得知李思敏的免費法律服務是馬家杰之劉姓老闆推介的，馬家因財力不足別無選擇。
霍子豪從李景威了解歐柏文出錢予李思敏考取律師牌照，二人遂發展為情侶；歐柏文獄中認識不少同伙，包括英笙（呂良偉飾）；歐柏文的律師樓辦理劉少強（栢天男飾）多間餐廳、夜總會的牌照，包庇其與黑社會合作。
在麥松東（鄭浩南飾）的海鮮店窩點，麥松東、英笙、劉少強、歐柏文吃飯。當中麥松東、英笙威嚇歐柏文「出貨」。
在深水埗站的霍子豪接到在劉少強的一個夜總會的包鼎電話。包鼎偷拍劉少強、陳國榮互動，從而知道他們為同母異父的兄弟。偷拍被陳國榮視穿，夜總會保鏢就襲擊包鼎以命令删除錄像。霍子豪趕到並與百多個保鏢交戰，包鼎則致電李景威求助。警方在霍子豪暈倒不久到場拘捕保鏢，而此事促進馬家杰的官司。
就本案將重審，包鼎向楊鐵立解釋情報，張司長向楊鐵立表示擔心律政司形象。
霍子豪和馬伯在茶餐廳共膳時，霍子豪提醒馬伯指證劉少強便使馬家杰有救。霍子豪如廁時，有人殺害馬伯，霍子豪回來時對馬伯進行急救亦未能救活。
警方和律政司日夜奪鬥，找到和馬家杰類似經歷的人上庭做證。楊鐵立到霍子豪家通知霍子豪將被調離律政司。霍子豪出言惹怒楊鐵立，以與之打架。楊鐵立落敗，因此答應霍子豪取消調離。
在遊艇，歐柏文等人慶祝英笙生日時，英笙、麥松東當面殺掉劉少強。警方發現劉少強的屍體後，推斷下個遇害者為陳國榮。
霍子豪和李景威尋獲並接載陳國榮，鼓勵其成為污點證人以換取減刑。三人在基隆街被貨車撞擊，李景威原地報警。
礙於陳國榮遲遲未上庭，一直未能指證歐柏文。歐柏文事前向英笙大罵殺漏陳國榮，但英笙表示處理法庭的事後就逃往斐濟。
霍子豪和陳國榮到尖沙咀站搭港鐵趕赴法院。麥松東衝閘進入車廂，率先開槍欲殺二人但被霍子豪制止。隨後霍子豪先後用這把槍及徒手打倒數個持刀歹徒。金亢破壞電箱使列車停駛，並一邊與霍子豪打得難分難解，一邊承認自己殺掉馬伯。霍子豪趁機利用環境使金亢倒地。
霍子豪和陳國榮均負傷抵達法庭，陳國榮積極作證，使馬家杰受到當庭釋放。麥松東因謀殺被判處終身監禁，陳國榮因販運危險藥物被判處27年監禁（減刑為13年），金亢因謀殺被判處終身監禁，英笙因串謀謀殺、串謀販運危險藥物被判處終身監禁，李思敏因妨礙司法公正被判處2年監禁，歐柏文因妨礙司法公正、串謀販運危險藥物被判處30年監禁。張司長、許法官就馬家杰案先後接受採訪。霍子豪經政府的優質青年計劃資助馬家杰之學費。

## 演員
| 演員                | 角色                 | 介紹 |
| 甄子丹              | 霍子豪 (霍sir)       | （七年前）總督察->（現今）律政司檢控官； 心肌受損；七年前拯救追捕張文炳的下屬梁美儀，減緩傷勢；後受其解釋當時身孕； 加入於西環追捕時被多人攻擊的李景威，得以取勝； 在停車場問候及送禮予馬伯但未果，隨後拯救險被金亢輾到的他而與其和好，並向馬伯了解及闡釋案件； 被楊鐵立企圖調離，設局扭打其使其放棄； 為保護偷拍劉少強、陳國榮遭發現的包鼎，於夜總會打敗眾多保鏢而保住錄像； 於茶餐廳與馬伯共膳，如廁後對遭金亢滅口馬伯急救但無力回天； 鼓勵陳國榮成為污點證人； 陳國榮被惡意撞擊私家車，遂陪同其到尖沙咀站上車趕往法院； 與陳國榮在荃灣綫被多人襲擊，但取勝； 與陳國榮負傷抵達法院，還馬家清白； 經優質青年計劃資助馬家學費。 |
| 張智霖              | 歐柏文               | 李思敏之情人；新派犯罪首腦； 法律行政員，擁有一家律師樓；聯同李思敏誤導馬家杰認罪以包庇陳國榮； 最終因妨礙司法公正、串謀販運危險藥物被判處30年監禁。 |
| 許冠文              | 許法官 (大老爺)      | George 高等法院資深法官。 |
| 張天賦              | 李景威 (李sir、阿威) | 警隊督察，霍子豪的昔日下屬； 時常與霍子豪交流案情； 於西環追捕時被多人攻擊，後來霍子豪加入並取勝； 請求多名與馬家杰類似地借出地址後坐冤獄的人上庭作證；鼓勵陳國榮成為污點證人。 |
| 吳鎮宇              | 楊鐵立 (楊官)        | 律政司刑事檢控專員； 企圖調離霍子豪，被其設局扭打因而放棄。 |
| 鄭則仕              | 包鼎 (包大狀)        | 律政司高級檢控官；霍子豪的盟友； 於夜總會偷拍劉少強、陳國榮遭發現，得霍子豪打敗眾多保鏢而保住錄像。 |
| 劉江                | 馬伯                 | 馬家杰之爺爺，家境清貧； 因馬家杰父親死亡，母親吸毒而成為其監護人； 初時不屑霍子豪好意，在停車場被其從金亢撞擊拯救後接納其； 於茶餐廳與霍子豪共膳，霍子豪如廁時遭金亢滅口。 |
| 喻亢                | 金亢                 | 英笙的結拜兄弟； 殺手；禿頭，常戴墨鏡； 因曾被霍子豪拘捕與其有過節； 在停車場企圖撞擊馬伯，受霍子豪阻撓而失敗，隨後逃逸； 於茶餐廳趁霍子豪如廁將馬伯滅口； 在荃灣綫企圖殺害霍子豪和陳國榮，為該地最棘手的敵人；霍子豪險勝，但亦被其弄傷； 最終因謀殺被判處終身監禁。 |
| 栢天男              | 劉少強               | 陳國榮之兄； 歐柏文的頭號手下； 最后于船上被麦松东杀害。 |
| 林家熙              | 陳國榮               | 劉少強之弟； 郵寄毒品案的第二被告，誘騙馬家杰收取毒品包裹； 受霍子豪、李景威勸喻成為污點證人； 被惡意撞擊私家車，遂在霍子豪陪同下到尖沙咀站上車趕往法院； 與霍子豪在荃灣綫被多人襲擊，但取勝 與霍子豪負傷抵達法院，還馬家清白； 最終因販運危險藥物被判處27年監禁，減刑為13年。 |
| 陈欣妍              | 李思敏               | 歐柏文之情人； 年輕女大律師； 利用法律包庇歐柏文等人； 馬家杰之代表律師，聯同歐柏文誤導其認罪以包庇陳國榮； 最終因妨礙司法公正被判處2年監禁。 |
| 馮皓揚              | 馬家 (仔)            | 馬伯之孫兒，家境清貧； 因父親死亡，母親吸毒促使馬伯成為其監護人； 為1000港元報酬而借出住所地址收貨，該貨物為一公斤可卡因，因而被捕； 郵寄毒品案的第一被告，因聽從律師誤導而認罪並承認陳國榮無辜，後推翻認罪，被視為浪費法庭資源而面臨27年牢獄之災； 受霍子豪等人相助下，最終被無罪釋放； 霍子豪經優質青年計劃資助其學費。 |
| 朱栢康              | 鄭浩賢               | 馬家的代表律師 |
| 汪明荃 （友情客串） | 張司長 Selina        | 律政司司長； 不冀郵寄毒品案拖泥帶水。 |
| 呂良偉 （特別演出） | 英笙 (笙哥)          | 金亢的結拜兄弟； 毒販； 因被霍子豪拘捕與其有過節； 最終因串謀謀殺、串謀販運危險藥物被判處終身監禁。 |
| 鄭浩南 （特別演出） | 麥松東 (大東)        | 於荃灣綫企圖殺害霍子豪、陳國榮 最終因謀殺被判處終身監禁。 |
| 蔡思貝 （特別演出） | 梁美儀               | 警察； 追捕張文炳時丟失警員證，被其從高處推下，受當時上司霍子豪減緩傷勢。 與兒子於港島綫邂逅霍子豪，向其解釋當時身孕碌碌。 |
| 顏柏霖              | 碌碌                 | 梁美儀之子 |
| 黄智雯 （特別演出） |                      | 張文炳的辯護律師 |
| 張建聲 （特別演出） | 張文炳               | 被丟失警員證的梁美儀追捕，將其從高處推下； 初時未被定罪；最終因持槍行劫被判處終身監禁。 |
| 張達倫              | Benny                | 律政人員 |
| 梁仲恆              |                      | 律政人員 |
| 陳欣健              |                      | 法官 |
| 張文傑              | 黃德倫               | 警員，李景威下屬 |
| 袁綺雯              | Kendy                | 律政人員 |
| 羅頌欣              | 張太                 | 律師行客人 |

## 製作

### 發展
据中国内地传媒报道，《誤判》是最高人民检察院影视中心建议黄百鸣拍摄的题材。甄子丹起初與黃百鳴構思《導火線》（2007年）的續集，對方突然遞給他《誤判》的劇本，該片改編自香港真實事件，由代收快遞包裹而引發的誤判冤案。甄子丹考慮到2023年票房成功的《毒舌大狀》同樣是律政題材，《誤判》不易再有新突破，但黃百鳴及編劇團提供了全新呈現故事的角度，将动作与律政元素结合，讓甄子丹同意擔任主演並身兼導演。黃百鳴據傳為本片投資近3億港元。
2023年5月18日，東方影業在第76屆坎城影展上宣布了此項目的開發消息。2023年9月，甄子丹出席第十屆絲綢之路國際電影節時在受訪中透露，《誤判》預計下週展開拍攝。张智霖參與演出，扮演反派角色。張天賦接受甄子丹邀約出演本片，並為了拍攝涉及爆破的戲份而事前進行特訓。甄子丹透露，自己為張天賦特別設計了一場打戲，並為他的表現感到滿意。汪明荃亦參與演出；成為汪明荃時隔45年後，再度於大銀幕演出。此前汪明荃參演的電影，已經要追溯到1979年由楚原編導的《圓月彎刀》。
2024年5月，《誤判》登上第77屆坎城影展宣傳，在國際兜售版權。

### 拍攝
2023年11月14日，甄子丹及劇組被外界目擊到在西環拍攝動作戲，直到清晨六點左右結束。同於2023年11月，甄子丹和張天賦現身西營盤，封街進行外景拍攝。據2024年1月29日的報導，甄子丹受訪時透露，本片仍在拍攝階段，期望在過年前完成拍攝。
劇組還請來了來自日本的武術組擔任動作指導及替身，其中包括曾參與真人網路劇《幽遊白書》（2023年）的大内貴仁。片中涉及一場港鐵車廂的打戲，劇組為此以七位數港幣搭出三節一比一車廂實景，扶手和椅子都與真實車廂的鋼材相同，車廂下方還加上了軌道，以拍攝出車輛行走的效果。

## 發行
《誤判》定檔2024年12月21日在香港、2024年12月27日在中國（广州猫眼影业有限公司發行）及台灣（華映娛樂發行）上映。2024年12月4日，電影在香港舉行亞洲媒體試片。電影12月8日及12月9日至13日在中國50座城市限時點映。電影在美國由Well Go USA發行，定檔2025年1月10日上映。2024年12月21日，《誤判》在台灣舉行特眏會，與之合作的刑事警察局也至現場推廣反毒防詐宣導。
正式預告片於2024年11月18日公開。12月3日釋出次回預告片。

## 反響

### 評價
《誤判》在外界口碑以正面居多。豆瓣电影網站評分達7.3，好于84%动作片，好于84%犯罪片。講。鏟。片網站稱：「《誤判》作為導演甄子丹執導的電影，無論是執行能力與效果上，均較前作《天龍八部之喬峰傳》有相當的進步，在法庭、文戲與動作方面取得相當不俗的平衡。」同時也讚揚了鄭則士、張天賦、許冠文、張智霖等配角的表現。演員余安安、周家怡和袁詠儀均給予好評。

### 票房
《誤判》在香港上映首日，放映影院達53間近330場，以兩萬人進場稱冠；兩天收入達170萬港元。2024年12月24日，本片在香港票房突破500萬港元。誤判香港最終累計票房超過2900萬港幣，香港票房是2024年港片中排名前第5.
《誤判》在新加坡2024年12月21日上映，票房不俗，截至2025年2月6日票房達133萬6000元。此片是2024年在新加坡票房最高的华语電影。
误判在马来西亚票房成绩也亮眼，票房冲过1000万马币，是2024年年度华语电影票房前3.
本片在中國開啟點映以來的12月17日，票房突破6000萬人民幣，超過《破·地獄》點映票房的一倍。正式上映前夕，點映累積票房已破1億人民幣。據12月16日至12月22日的票房數據，電影以7337萬人民幣登上第51週的票房冠軍。截至2025年2月中，误判中国累计票房是2.7億人民幣
| 上一届： 《好东西》                | 2024年中国内地一周票房冠军 第51週 | 下一届： 《小小的我》             |
| 上一届： 《破·地獄》               | 2024年香港一週票房冠軍 第52週     | 下一届： 《誤判》 （2025年第1週） |
| 上一届： 《破·地獄》               | 2024年香港週末票房冠軍 第52週     | 下一届： 《誤判》 （2025年第1週） |
| 上一届： 《誤判》 （2024年第52週） | 2025年香港一週票房冠軍 第1-4週    | 下一届： 《臨時決鬥》             |
| 上一届： 《誤判》 （2024年第52週） | 2025年香港週末票房冠軍 第1-4週    | 下一届： 《臨時決鬥》             |

## 獎項及提名
| 年份 | 頒獎典禮             | 獎項         | 入圍者   | 結果 |
| ---- | -------------------- | ------------ | -------- | ---- |
| 2025 | 第43屆香港電影金像獎 | 最佳剪接     | 李嘉榮   | 提名 |
| 2025 | 第43屆香港電影金像獎 | 最佳動作設計 | 大內貴仁 | 提名 |
| 2025 | 第43屆香港電影金像獎 | 最佳音響效果 | 李耀強   | 提名 |

## 外部連結
- 誤判的Facebook專頁
- 誤判的Instagram帳戶
- 《誤判》的新浪微博
- 香港影庫上《誤判》的資料（繁體中文）
- 豆瓣电影上《誤判》的資料 （简体中文）
- 互联网电影数据库（IMDb）上《誤判》的资料（英文）
- 爛番茄上《誤判》的資料（英文）